# Mentha smithiana
Mentha smithiana là một loài thực vật có hoa trong họ Hoa môi. Loài này được R.A.Graham mô tả khoa học đầu tiên năm 1949.